# هريس (سراب)
هريس هي قرية في مقاطعة سراب، إيران. عدد سكان هذه القرية هو 1,483 حسب تعداد سكان جمهورية إيران سنة 2006.